# Gabriel Bouillon
Gabriel Georges Bouillon (* 5. März 1898 in Montpellier; † 1984) war ein französischer Geiger und Violinpädagoge.

## Leben
Bouillon entstammt einer Musikerfamilie. Sein Bruder war Jo Bouillon, der Ehemann von Josephine Baker. Er studierte in seiner Heimatstadt und bei Jacques Thibaud in Paris. Danach lehrte er Violine am Conservatoire de Paris. Zu seinen Schülern gehörten Henryk Szeryng, Erkki Kantola, Horst Sannemüller, Charles Chaynes und Suna Kan.
Er besuchte den zurückgezogenen Komponisten Manuel de Falla drei Wochen vor seinem Tod in Argentinien und berichtete der Wochenzeitung Le Litteraire nach seiner Rückkehr in Frankreich vom unvollendeten Oratorium Atlántida. Das Manuskript stellte später Ernesto Halffter fertig.